# Batalla de Bassianae
La Batalla de Bassianae fue una batalla entre los ostrogodos y los hunos en 468. Recuperándose de la derrota en la Nedao en 454, el líder huno Dengizich lanzó una invasión a través del Danubio con una gran fuerza huna, pero fue derrotado por el rey Ostrogodo Valamir. Jordanes escribe que a su vez los hunos dejaron a los godos en paz «para siempre».